# Steven Universe: Salva la Luz
Steven Universe: Salva la Luz (en inglés, Steven Universe: Save the Light) es un videojuego de rol de acción y aventura desarrollado por Grumpyface Studios y publicado por Cartoon Network Games. Está basado en la serie de televisión Steven Universe y es una secuela del videojuego móvil de 2015 Steven Universe: Ataque al Prisma. Fue lanzado digitalmente el 31 de octubre de 2017 para PlayStation 4, el 3 de noviembre de 2017 para Xbox One, y el 13 de agosto de 2018 para Windows y OS X. Fue lanzado físicamente el 30 de octubre de 2018 para Nintendo Switch.

## Jugabilidad
Después de los eventos de Ataque al Prisma, Steven, las gemas y sus amigos emprenden una búsqueda para recuperar el prisma de luz cuando la gema del Planeta Madre Hessonita (con la voz de Christine Baranski) lo roba.
Steven Universe: Salva la Luz presenta siete personajes jugables de la serie, Steven, Garnet, Amatista, Perla, Connie, Greg y Peridot. El videojuego tiene una «combinación de combate en tiempo real y por turnos», y se centra más en la exploración y la resolución de acertijos que su predecesor. Los jugadores pueden explorar Ciudad Playa y las áreas circundantes, y participar en batallas con los enemigos. Durante la batalla, las acciones de los jugadores, que incluyen atacar y defender, aumentarán el medidor de estrellas, lo que permite a los personajes realizar movimientos más poderosos. Una nueva característica permite a los personajes construir un medidor basado en relaciones durante las batallas y las interacciones de diálogo; cuando se llena, ciertos personajes pueden fusionarse, como Steven y Connie en Stevonnie.

## Desarrollo
Grumpyface Studios colaboró en la historia con la creadora de la serie Rebecca Sugar, y citó el aumento de la complejidad de la jugabilidad en comparación con Ataque al Prisma como motivo del cambio a las consolas. El videojuego se anunció en la PAX East en marzo de 2017. En julio de 2018 se anunció un port del videojuego a PC y Mac con ayuda de Finite Reflection Studios, y se confirmó su lanzamiento en Steam en agosto de 2018. Más tarde, se reveló un port de Nintendo Switch y un lanzamiento físico del videojuego incluido con OK KO.! Let's Play Heroes de Capybara Games para PlayStation 4, Xbox One y Switch. Fue publicado en mayo de 2019 por Outright Games.

## Recepción
Tras su lanzamiento, Steven Universe: Salva la Luz recibió críticas en su mayoría positivas. Polygon y Destructoid elogiaron la dirección de arte del juego, el sistema de batalla y la conexión con la serie, pero criticaron la cantidad de errores y fallas que se encontraron en el lanzamiento.